# 挪威鎮區 (密歇根州)
挪威鎮區（英語：Norway Township）是位於美國密歇根州迪金森縣的一個行政鎮區。

## 地方資料
挪威鎮區的面積為234.94平方千米，當中陸地面積為229.57平方千米，而水域面積為5.67平方千米。根據2020年美國人口普查的數據，當地共有人口1535人，而人口密度為每平方千米6.53人。